# Begonia axillipara
Begonia axillipara é uma espécie de Begonia.